# Siagrio (obispo de Huesca)
Siagrio (¿?-d.421), fue un obispo de Huesca durante la época romana.

## Orígenes familiares
No se sabe ni cuando ni donde nació aunque probablemente estaba emparentado, a través de su rama hispana, con la poderosa familia galorromana de los Siagrios, de la que fueron miembros personajes como Flavio Afranio Siagrio, tampoco sabemos en que momento falleció pero en el momento de la carta de Frontón es descrito como "un hombre rico, lleno de achaques por la vejez e impedido por una enfermedad corporal".

## Controversia de los libros priscilianistas
Aparece mencionado en una carta fechada en el 420 junto a otro presbítero llamado Severo y el obispo de Lérida, donde fue denunciado por el laico hispano Consencio de ser herejes priscilianistas ante San Agustín de Hipona.
Entre el 417 y 419 Consencio decidió junto con el obispo Patroclo de Arlés desenmascarar a los partidarios restantes de Prisciliano que aún mantenían las creencias, ya declaradas como heréticas en el I Concilio de Toledo.
Para ello redactó unos textos de inspiración priscilianista que confió a un monje de Tarragona llamado Frontón, quien a su vez acudió por recomendación del laico a una noble prisciliana llamada Severa para infiltrarse entre ellos, la aristócrata le refirió a Severino, quien era un presbítero en Huesca y uno de los priscilianos con mayor peso de la región.
En el 417 el presbítero oscense se quiso trasladar al castellum propiedad de su madre recientemente fallecida con tres libros de contenido mágico pero fue asaltado durante el recorridoy el botín obtenido llevado a Lérida para ser vendido pero una vez que los asaltantes descubrieron el contenido de los mismos los entregaron al obispo de la ciudad, Sagicio, quien tras retirar varias hojas de uno de los libros por su interés personal lo envió al metropolitano de Tarragona, Ticiano, diciéndole que los otros dos iban a quedarse en su archivo personal. 
Ticiano envió el libro al obispo oscense para que investigara e interrogara a su presbítero, algo que según la correspondencia entre Consencio y Agustín de Hipona debió de realizarse pero el presbítero engañó a su superior ya que posteriormente Siagrio devolvió el libro llegado del metropolitano a Severino mientras que los otros dos tomos volvieron a sus manos tras comprárselos secretamente al obispo leridano.
Severa se enteró de que los tres libros habían regresado a manos de Severino y a través de ella Frontón también fue consciente del hecho por lo que denunció a los cuatro a las autoridades, quienes tanto eclesiásticas, ya que se celebró un sínodo al verse acusados de herejes dos obispos, como civiles mostraron apoyo a los acusados, ya que tanto Severa como Severino estaban emparentado con el comes Hispaniorum Asterio. 
Finalmente la causa fue sobreseída en el sínodo celebrado en Tarragona, aunque los tres libros fueron quemados junto con los registros y Frontón buscó apoyo en Patroclo de Arlés para realizar otro concilio en Beziers, donde debían de presentarse además de los acusados los siete obispos hispanos que habían absuelto a los obispos.

| Predecesor: Primero conocido | Obispo de Huesca ¿?-d.421 | Sucesor: Elpidio de Huesca |